# Königsliste von Karnak
Die Königsliste von Karnak ist eine Darstellung von altägyptischen Königen (Pharaonen) im Amuntempel von Karnak.

## Aufbau und Inhalt
Die Königstafel zeigt Thutmosis III. stehend, wie er vor 61 sitzenden Königen opfert. Neben jedem abgebildeten König ist die jeweilige Namenskartusche aufgelistet. Der Text lautet:

„König Men-cheper-re (Thutmosis III.), dem Leben, Dauer, Macht und Gesundheit gegeben seien wie Re ewiglich. Ausführen eines hetep-di-nisut-Opfers („ein Opfer, das der König gibt“) für die Könige von Ober- und Unterägypten.“

Bei dieser Darstellung handelt es sich wohl nicht um eine Königsliste im engeren Sinne, sondern um die Abbildung von Königsstatuen, die Thutmosis III. beim Umbau des Tempels vorfand und an anderen Orten deponierte. Die Liste ist nicht chronologisch geordnet, ist aber von einiger Bedeutung, da sie Herrscher der Ersten und Zweiten Zwischenzeit nennt, die in keiner weiteren Königsliste aufgeführt werden.

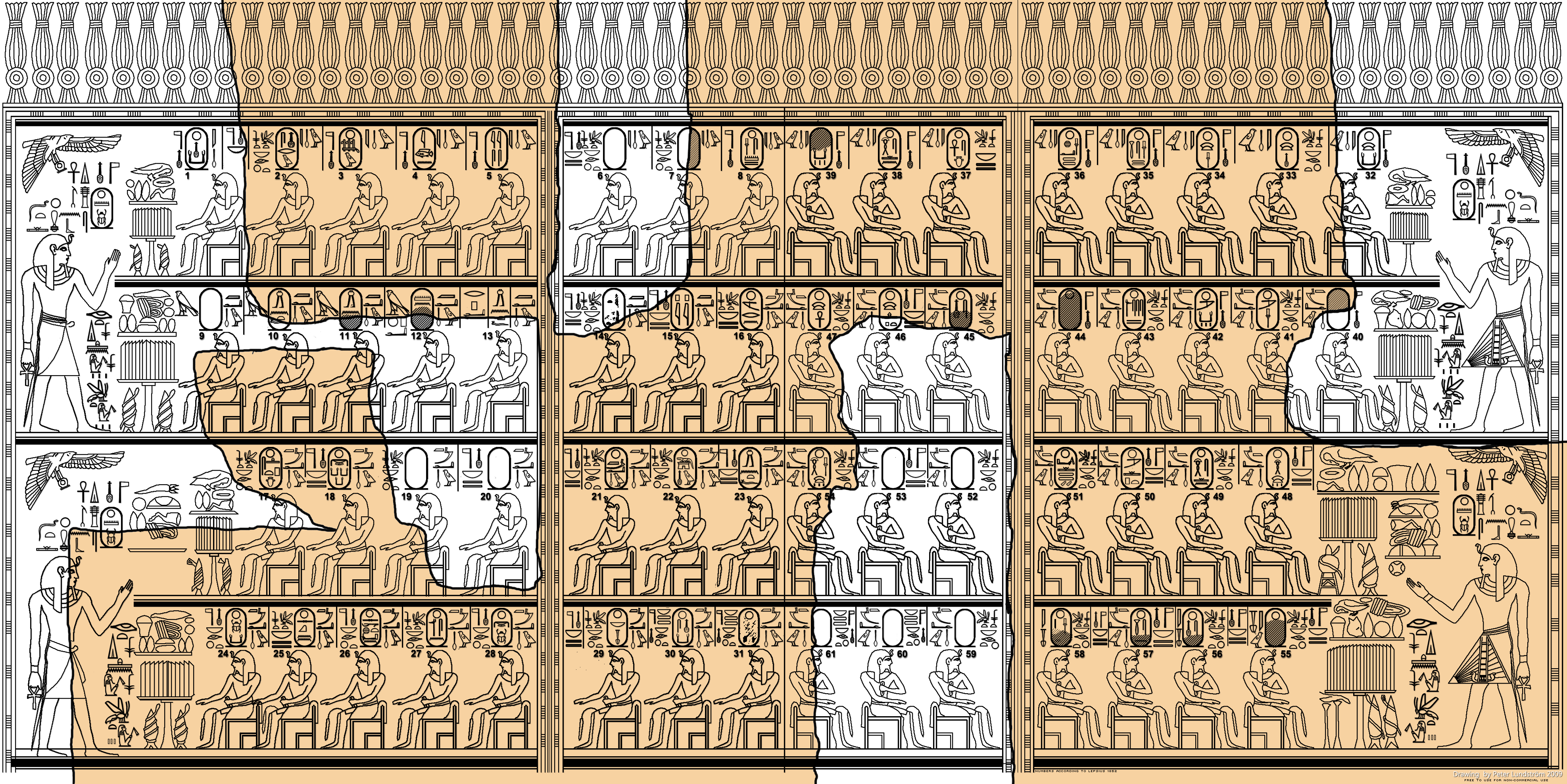
Zeichnung der Königsliste von Karnak

Die Königstafel befindet sich zurzeit im Louvre.